# 도모에 학원
토모에학원엔(일본어: トモエ学園)은 도쿄부 메구로구 지유가오카에 소재했던 사립 유치원・소학교(구제)다.
리드믹 교육을 일본에서 처음으로 실천적으로 도입한 학교다. 본교 출신인 쿠로야나기 테츠코가 저술한 유년기 회고록 『창가의 토토』를 통해 이름이 전국적으로 알려졌다.

## 학제
1928년 데즈카 기시에이가 중학교(구제)・소학교・유치원으로 구성된 지유가오카가쿠엔(自由ヶ丘学園)을 창설하고 “자유교육”을 제창했다. 1931년 문부성에 중학교 인가를 받았다. 하지만 1936년 데즈카가 사망하면서 경영난에 빠져, 중학교 부문은 후지타 키사쿠에게 넘겨졌다. 오늘날의 지유가오카가쿠엔고등학교가 되었고, 유치원과 소학교는 고바야시 소사쿠가 맡아서 토모에가쿠엔을 창설했다.

## 수업방식
구로야나기 테츠코가 쓴 《창가의 토토》에 따르면, 도모에 학원 학생들은 수명을 다한 전차를 고친 학교 건물에서 자신이 앉고 싶은 자리에서 공부하고, 수업 전에 이야기를 들려주는 수업으로써 어린이들이 자신의 생각을 말할 수 있는 창의력과 상상력을 발휘하도록 하였다. 교사는 시간표에 그날 공부할 과목만 적고 각자 하고 싶은 과목부터 공부하라고 할 뿐 간섭하지 않는다. 학생들이 모르는 주제를 교사에게 물어보면 같이 공부를 할 뿐이지, 교사가 설명하고 학생이 멀뚱히 듣기만 하는 일은 없었다고 한다. 장애인 학생과 비장애인 학생이 같이 체육수업을 비롯한 모든 과목에서 같이 공부를 하여 비장애인 학생들이 장애인 학생들을 편견없이 대하도록 하였고, 여성을 존중하도록 하는 등 인권교육에도 힘썼다. 책에서 오에가 타츠키의 머리를 잡아당겼을 때 '여자아이들을 소중히 여기라' 고 말했다. "꼭꼭 씹어요."라고 노래를 부른 뒤에 점심을 먹을 때도, 바다와 산에서 난 반찬을 어머니들에게 부탁하여 어린이들이 스스로 생각하는 힘인 호기심을 갖도록 하였고, 반찬이 없는 학생에게는 고바이야 소사쿠 교장의 부인 곧 사모가 감자조림과 어묵조림으로써 반찬을 먹도록 하였다. 존 듀이가 주장한 자연주의 교육, 진보주의 교육을 곧 어린이들이 간섭없이 스스로 성장하도록 하는 교육을 실천한 역사라고 볼 수 있겠다.

## 폐교
1944년 태평양전쟁 격화에 따라 아동 대부분이 소개되었고, 이듬해 동경대공습으로 교사가 소실되었다. 종전 이후 소학교는 폐지하고 유치원만 재건했다. 1963년 고바야시가 사망하자 유치원도 폐원하고 휴교했다. 1978년 정식 폐원신고가 인가되어 사라졌다.
이후 학교 터는 피콕스토어 지유가오카점이 되었다. 1988년에 뜻 있는 동문들이 학교 터에 “자유와 창조의 우리의 모교 (중략) 우리들 이 땅에서 배우고 자란 이들은, 여기서 행해진 교육이 시간을 초월하여 계속 살아가기를 바라며, 은사에 대한 경애와 감사의 마음을 담아 이 비를 세운다”는 내용의 기념비를 건립했다.

## 유명 졸업생
- [쿠로야나기 테츠코]
- [츠시마 케이코]
- [이케우치 쥰코]
- [야마노우치 타이지]